# Walter Damrosch
Walter Damrosch   (Breslau, 30 de gener de 1862 - Nova York, 22 de desembre de 1950), nom complet Walter Johannes Damrosch, fou un director d'orquestra i compositor nord-americà d'origen alemany.
Avui és el més recordat com a director de l'Orquestra Simfònica de Nova York i per haver dirigit les estrenes mundials del Concert per a piano en fa de George Gershwin (1925) i An American in Paris (1928). Damrosch també va ser fonamental en la fundació del Carnegie Hall. També va dirigir la primera actuació del tercer concert per a piano de Rakhmàninov amb el mateix Rakhmàninov com a solista.

## Biografia
Damrosch va néixer a Silèsia, fill d'Helene von Heimburg, una antiga cantant d'òpera, i del director d'orquestra Leopold Damrosch, i germà del director d'orquestra Frank Damrosch i de la professora de música Clara Mannes. Els seus pares eren luterans (el seu avi patern era jueu).
Va mostrar interès per la música a una edat primerenca i va ser instruït pel seu pare en harmonia i també va estudiar amb Rischbieter i Draeseke al Conservatori de Dresden. Va emigrar amb els seus pares el 1871 als Estats Units.
Durant el gran festival de música donat pel seu pare el maig de 1881, va actuar per primera vegada com a director en la perforació de diverses seccions del gran cor, una a la ciutat de Nova York i una altra a Newark, Nova Jersey. Aquest últim, format principalment per membres de la Societat Harmònica, el va triar per ser el seu director. Durant aquest temps es van oferir una sèrie de concerts en els quals es van interpretar obres com la Torre de Babel d'Anton Rubinstein, La damnation de Faust d'Hector Berlioz i el Rèquiem de Giuseppe Verdi. Aleshores només tenia 19 anys, però va mostrar una notable capacitat per perforar grans masses.

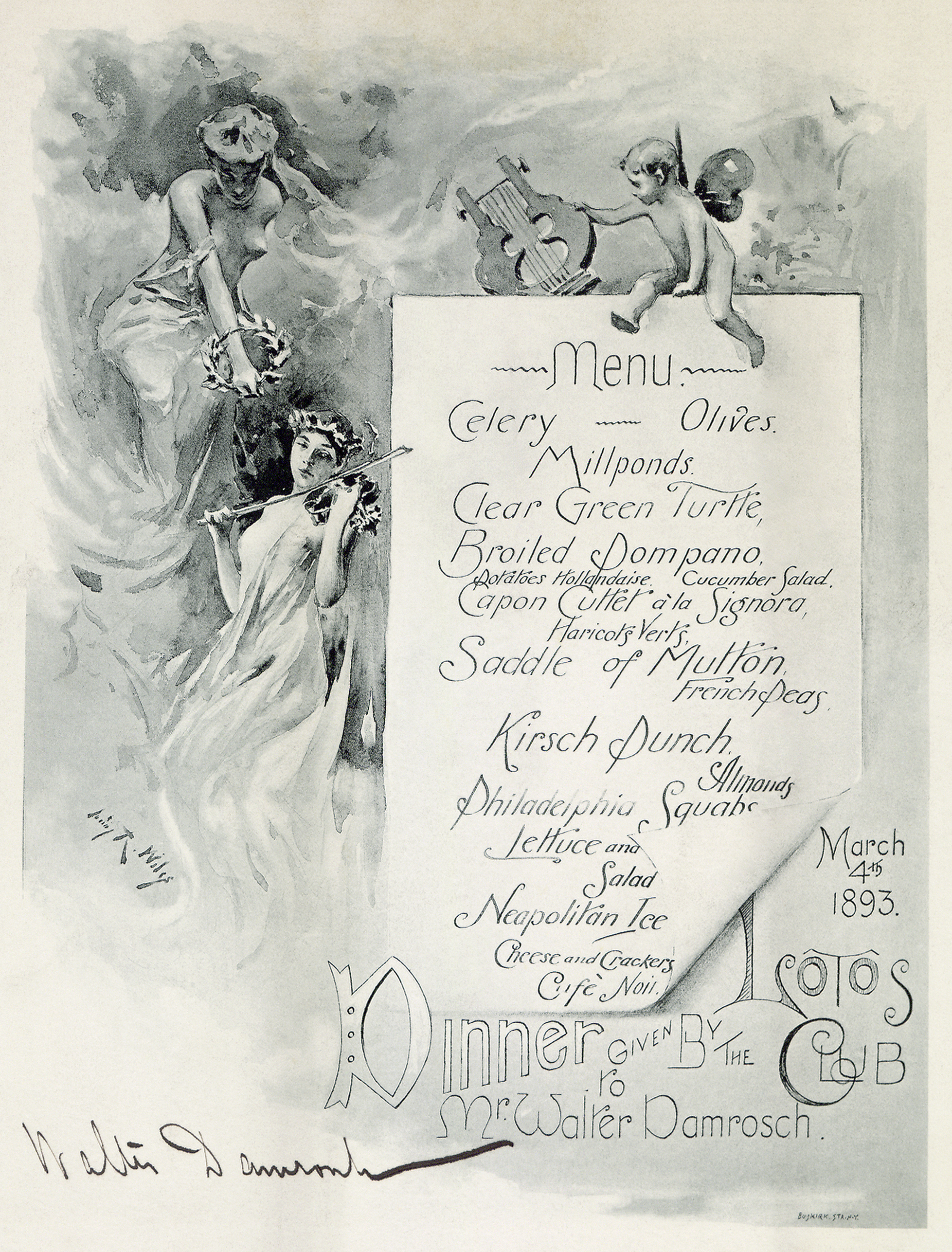
Un menú de sopar que conté la signatura de Walter Damrosch d'un "sopar d'estat" del Lotos Club de 1893 en honor seu

El 1884, quan el seu pare va iniciar una sèrie d'òpera alemanya al Metropolitan Opera de Nova York, Walter va ser nomenat director assistent. Després de la mort del seu pare el 1885, va ocupar el mateix càrrec amb Anton Seidl i també es va convertir en director de l'Oratori i les Societats Simfòniques de Nova York.
El 17 de maig de 1890 es va casar amb Margaret Blaine (1867–1949), filla del polític nord-americà i candidat a la presidència James G. Blaine. Van tenir quatre filles: Alice, Margaret (coneguda com Gretchen), Leopoldine i Anita. L'any 1946 Margaret Gretchen Damrosch Finletter va publicar From the Top of the Stairs, una autobiografia de la seva infància en la qual va créixer amb la música i conèixer moltes persones famoses.
Damrosch era més conegut en la seva època com a director de la música de Richard Wagner, i el 1894 va fundar la "Damrosch Opera Company" per produir les obres de Wagner. També va ser un pioner en la interpretació de música a la ràdio, i com a tal es va convertir en un dels principals divulgadors de la música clàssica als Estats Units. Va dirigir el famós arpista solista Vincent Fanelli de 1908 a 1911. A petició del general Pershing va reorganitzar les bandes de l'A.E.F. el 1918.

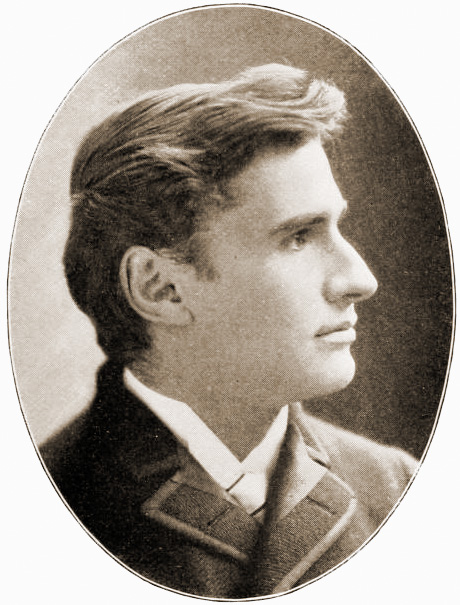
Walter Damrosch el 1899

Encara que ara es recorda gairebé exclusivament com a director d'orquestra, abans de les seves emissions de ràdio Damrosch era igualment conegut com a compositor. Va compondre òperes basades en històries com La carta escarlata (1896), Cyrano (1913) i L'home sense país (1937). Aquestes òperes ara es representen poques vegades. També va escriure música per a les representacions de Medea i Ifigenia d'Eurípides a Tauris, i l'Electra de Sòfocles, i cançons com l'intensament dramàtic Danny Deever. Damrosch va ser el director musical de la National Broadcasting Company sota David Sarnoff, i de 1928 a 1942, va ser l'amfitrió de la Music Appreciation Hour, una popular sèrie de conferències de ràdio sobre música clàssica dirigides als estudiants. (L'espectacle es va emetre durant l'horari escolar i la xarxa va proporcionar als professors llibres de text i fulls de treball.) Segons l'antic crític del New York Times Harold C. Schonberg a la seva col·lecció "Facing the Music", Damrosch era conegut per inventar lletres sencilles per al la música va parlar per "ajudar" els joves a apreciar-la, en lloc de deixar que la música parli per si sola. Un exemple: per al primer moviment de la Simfonia inacabada de Franz Schubert, la lletra va ser
Aquesta és la simfonia,
Que Schubert va escriure i no va acabar mai.

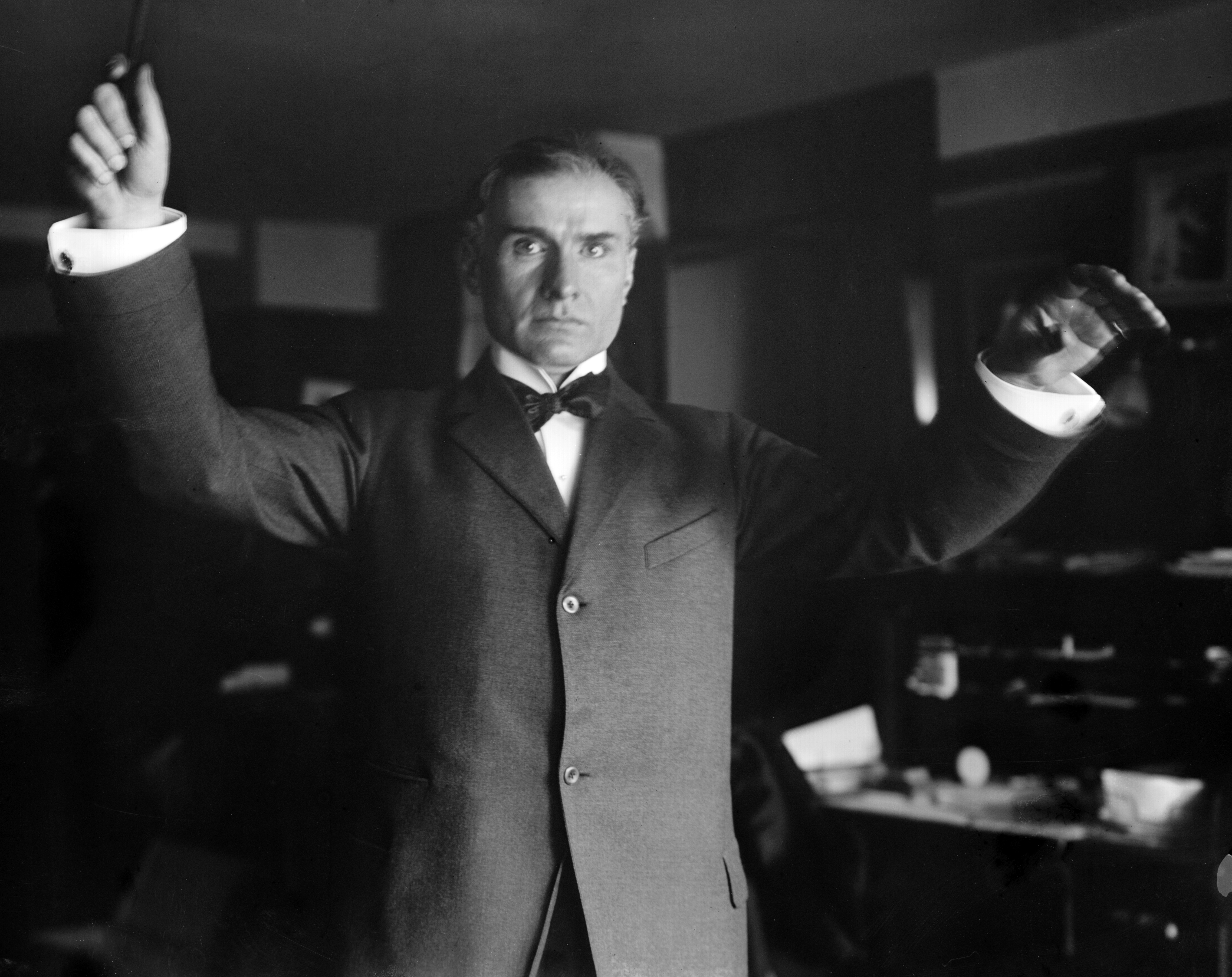
Walter Damrosch el 1908

Tot i que Damrosch es va interessar per les tecnologies musicals, va gravar esporàdicament. El seu primer enregistrament, el preludi de Carmen de Bizet, va aparèixer l'any 1903 (per a Columbia Records, amb un contingent de la Simfònica de Nova York acreditat com a "Damrosch Orchestra"). Va gravar molt poques obres extenses, i aquestes estaven prop del final del seu temps més actiu com a director; l'única simfonia que va gravar va ser la Simfonia núm. 2 de Brahms seguida de la suite Ma mère l'Oye de Ravel amb la New York Symphony for Columbia poc abans que l'orquestra es fusionés amb la Filharmònica de Nova York. També va gravar la música de ballet completa de l'òpera Enric VIII de Camille Saint-Saëns, tres "Airs de Ballet" d'Iphigénie en Aulide de Christoph Willibald Gluck en un arranjament de François-Auguste Gevaert, i obres més breus de Johann Sebastian Bach, Gabriel Fauré i Moritz Moszkowski amb el predecessor de la National Broadcasting Company de la NBC Symphony Orchestra sota el nom de "National Symphony Orchestra" (que no s'ha de confondre amb la posterior "National Symphony Orchestra de Washington", D.C.) per a RCA Victor el maig i setembre de 1930. .
Walter Damrosch va morir a la ciutat de Nova York el 1950.
El parc Damrosch del Lincoln Center rep el seu nom en honor a la seva família. L'escola pública P186X Walter J. Damrosch School del Bronx porta el seu nom. Una col·lecció de fotografies i altres articles recopilats per la seva filla Anita es troba entre les col·leccions especials de la Biblioteca Lovejoy de la Universitat d'Edwardsville del sud d'Illinois.

## Crítica d'Adorno

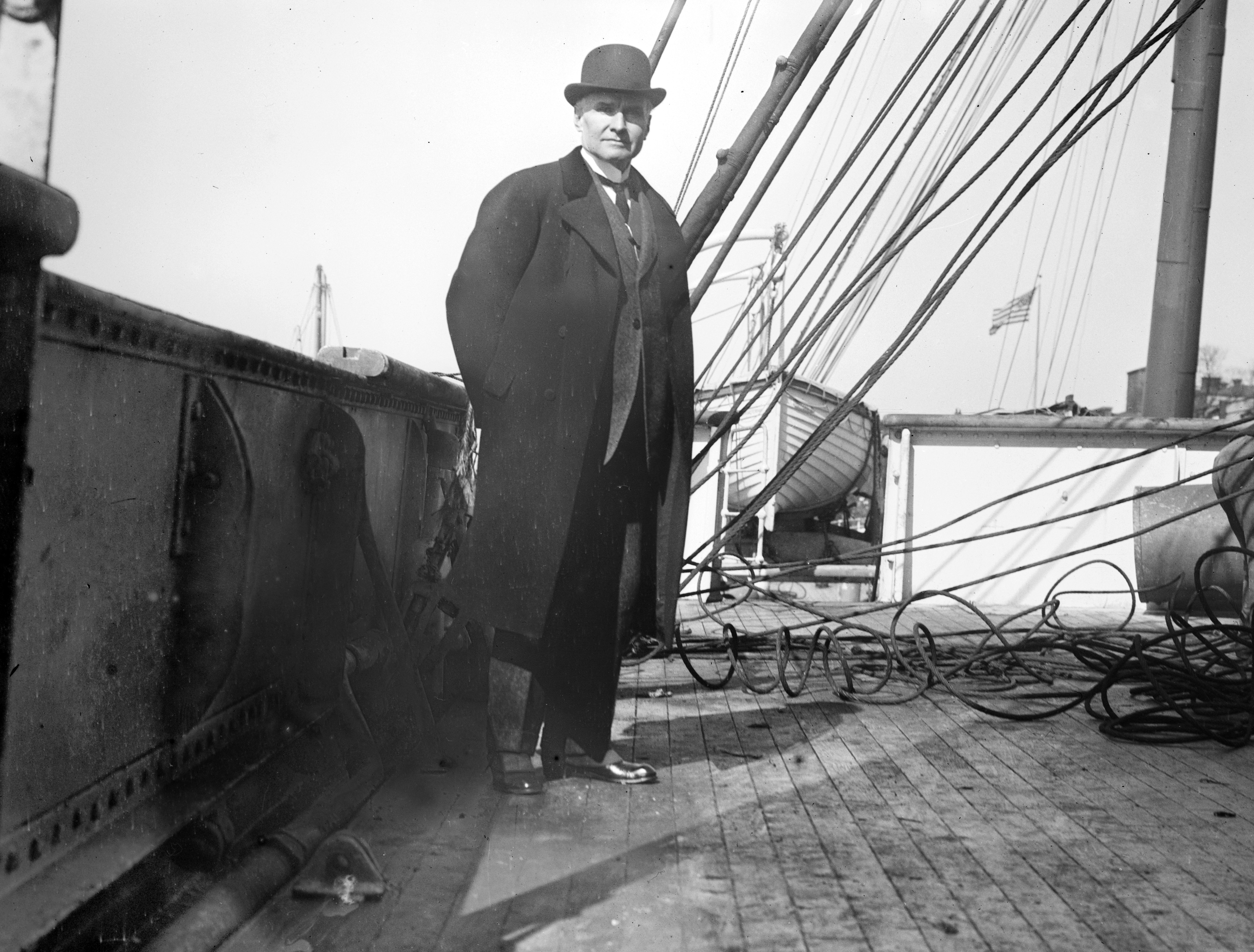
Walter Damrosch el 1914

Damrosch va ser l'objectiu de les crítiques de Theodor W. Adorno. Adorno, sense sempre anomenar Damrosch, va escriure durant el seu mandat força infeliç al "Princeton Radio Research Project", finançat per la RCA de Sarnoff, que l'enfocament de Damrosch per popularitzar la música clàssica era infantil i autoritari, i formava part d'una planificació més àmplia, si no centralitzada, sistema de dominació.
Adorno va mostrar maneres d'ensenyar tant als nens com als adults sobre la música clàssica que descriurien la seva forma senzillament, mentre que Damrosch es va centrar en ser capaç d'identificar imatges de compositors, instruments i els ossos nus dels temes simfònics. Les crítiques d'Adorno, considerades per alguns dels seus col·legues com a trencadores i per d'altres com a pedants (i per alguns com ambdues) van donar com a resultat que se'l deixés del Projecte d'Investigació de la Ràdio. Adorno va contrastar el que considerava un carreró sense sortida (poder xiular el tema de la Cinquena Simfonia) amb el nen que escolta un quartet de corda a l'habitació del costat i no pot dormir perquè la música li crida l'atenció.
Adorno considerava que la pedagogia musical de Damrosch era una justificació de l'opressió de classe, en la qual el director, sense "treballar" realment, almenys en el sentit que els músics "treballen", es mostra "per sobre" dels simples músics, cap dels quals pot ser es diu que juga una altra cosa que un paper. Sense afirmar que l'orquestra simfònica era completament producte del capitalisme (tot i que assenyalava que per ser viable econòmicament havia de trobar un lloc a canvi), Adorno veia que el "Radio Research Project" i Damrosch presentaven, als nens i als adults de la classe treballadora, un justificació de l'alienació i l'opressió.

## Importació de músics francesos
L'abril de 1905 Damrosch va anar a França i Bèlgica a buscar músics per a l'Orquestra Simfònica de Nova York, que va dirigir entre 1885 i 1928. Va contractar cinc músics: l'oboista Marcel Tabuteau, el flautista Georges Barrère, el fagot Auguste Mesnard i el clarinetista francès Leon Leroy, i el trompetista Adolphe Dubois de Bèlgica. Damrosch va ser multat pel sindicat del músic per no fer publicitat dels músics de Nova York, però els músics emigrats se'ls va permetre quedar-se. A més d'aconseguir l'efecte previst de millorar la qualitat de l'Orquestra Simfònica de Nova York, Damrosch va portar als Estats Units cinc músics extremadament excel·lents. Tabuteau (q.v.) va ser especialment influent. Va exercir com a oboista principal de l'Orquestra de Filadèlfia des de 1915 fins a 1954 amb Leopold Stokowski i, igual d'important, va ensenyar a Filadèlfia al Curtis Institute of Music.

Laila Storch va escriure: 
| « | "Durant els trenta anys durant els quals Tabuteau va ensenyar al Curtis Institute of Music, va arribar a exercir una influència decisiva en els estàndards de l'oboè a tots els Estats Units, a més d'elevar el nivell d'assoliment de vent fusta en general. L'impacte del seu ensenyament tampoc es va limitar només als vents, com testimoniaran els nombrosos intèrprets de corda i pianistes que van assistir a les seves classes." | » |

 Barrère era conegut com a director dels seus propis conjunts i com a professor influent així com per ser el flautista principal durant molt de temps (1905–1928) de l'Orquestra Simfònica de Nova York. Encara que potser menys conegudes, les altres tres importacions de Damrosch van ser importants addicions al grup de músics de Nova York. Mesnard (del 1913 al 1928) i Leroy (del 1911 al 1914) van ser intèrprets principals de la Filharmònica de Nova York després d'abandonar l'Orquestra Simfònica de Nova York. Les nòmines de Nathaniel Shilkret mostren que Mesnard va tocar a les orquestres de Shilkret durant més de trenta emissions de ràdio.

## Obres
- The Scarlet Letter (1894) - òpera en tres actes basat en la novel·la d'aquest nom de Hawthorne; publicat per Breitkopf i Härtel
- The Manila Te Deum - per a solos, cor i orquestra, escrits en honor a la victòria de Dewey a la badia de Manila; publicat per la John Church Company
- Three songs, publicat per la John Church Company
- Sonata per a violí i piano
- At Fox Meadow, publicat per John Church Company
- Cyrano (1913) - una gran òpera en quatre actes, llibret de W. J. Henderson, adaptació de l'obra de teatre d'Rostand; publicat per G. Schirmer
- The Dove of Peace (1912) - òpera còmica/musical - compositor i co-libretista amb Wallace Irwin; publicat per G. Schirmer
- Electra (1918 revival) - reproducció - música incidental compositor
- My Musical Life (1922), Autobiografia
- The Man Without a Country (1937)